# Югер
Югер (лат. jugerum, iūgerum) — у древних римлян мера измерения площади поверхности, служившая для измерения поля и составлявшая собственно площадь, которую можно вспахать в день парой (uno jugo) волов, впряженных в ярмо. Причём под словом jugerum подразумевается то же, что под словом jugum (ярмо, запряжка).
Первоначально длина борозды, которую вол может пройти в один раз не утомляясь, называлась актус (actus; срав. верста), это понятие перешло и на площадь, которая у римлян вмещала 120х120 футов (ок. 1296 м²) поверхности. Для запашки такого квадратного актуса требовалось полдня, меру же поверхности поля, для запашки которого потребовался бы день, составлял югер, равнявшийся двум актусам и представлявший собой прямоугольную площадь в 240 футов длины и 120 футов ширины (28800 кв. римских футов = 2518,2 кв. метра = около 554 кв. саженей).
Кроме актуса, в употреблении была ещё дробная часть югера — скрупул или кв. децемпеда (10x10 футов) и clima (60x60 футов = 1/4 actus). Кратными обозначениями югера служили:
- heredium (семейный надел), составлявший 2 югера;
- centuria = 100 heredia;
- saltus = 4 центурии.

Вообще из римских мер поверхности только один югер представлял собой удлинённый прямоугольник, остальные же меры были квадратные, причём наименьшую дробную часть югера составлял скрупул (Scripulum) = 100 кв. футов, то есть 1/288 часть югера.